# Sohagpur
Sohagpur là một thị xã và là một nagar panchayat của quận Hoshangabad thuộc bang Madhya Pradesh, Ấn Độ.

## Địa lý
Sohagpur có vị trí 22°42′B 78°12′Đ / 22,7°B 78,2°Đ Nó có độ cao trung bình là 323 mét (1059 feet).

## Nhân khẩu
Theo điều tra dân số năm 2001 của Ấn Độ, Sohagpur có dân số 22.329 người. Phái nam chiếm 52% tổng số dân và phái nữ chiếm 48%. Sohagpur có tỷ lệ 72% biết đọc biết viết, cao hơn tỷ lệ trung bình toàn quốc là 59,5%: tỷ lệ cho phái nam là 79%, và tỷ lệ cho phái nữ là 64%. Tại Sohagpur, 13% dân số nhỏ hơn 6 tuổi.